# Villa Palm (Kadaň)
Villa Palm (čp. 655) je vila v Jungmannově ulici (dříve Jahnova) na Prunéřovském předměstí v Kadani. Její stavba byla dokončena roku 1899. Na objednávku Emila Palma, středoškolského profesora na Německé královské české zemědělské zemské střední škole v Kadani, projekt vyhotovil a výstavbu uskutečnil kadaňský stavitel a architekt Josef Peter.

## Historie

### Výstavba
Manželé Emil a Olga Palmovi si v letech 1898 a 1899 objednali u věhlasného kadaňského stavitele a architekta Josefa Petera stavbu vlastního domu, a sice v nově vznikající ulici tehdy nazvané Ringstrasse a nedlouho nato Jahnova (dnes Jungmannova). Podle jména majitele byl později dům obecně znám jako Villa Palm.
V roce 1933 si Emil Palm nechal prostřednictvím kadaňského stavitele Paula Petera (syna Josefa Petera) zřídit kolem předzahrádky své vily směrem do ulice plot z kamene a cihel. Město jej tehdy úředně upomínalo, aby odtud odstranil přebývající nepoužitý materiál.

### Majitelé
Emil Palm se narodil roku 1862 ve vsi Falknov u Kytlice na Českokamenicku. Maturoval na gymnáziu v České Kamenici a od roku 1880 pak studoval chemii na c. k. Německé vysoké škole technické v Praze. Po absolutoriu a krátkém působení v Praze se Emil Palm oženil roku 1893 s Olgou (1870–1940), rozenou Urbauer. Olga byla původem z Lince. Ještě téhož roku se novomanželé přestěhovali do Kadaně, kde Emil Palm získal místo učitele na vyhlášené Německé královské české zemědělské zemské střední škole.
Od roku 1897 již užíval Emil Palm titul středoškolského profesora, zároveň byl správcem školní chemické laboratoře a zastával také funkci kustoda sbírky chemických a technologických pomůcek. Jeho specializace byla rozsáhlá, přestože byl aprobovaným pedagogem pro problematiku klimatu a pedologii na tzv. geognostickém podkladu, mezi jeho obory patřila také agrochemie a zemědělsko-chemické technologie. Vyučoval rovněž všeobecnou chemii a technologická praktika, byl také třídním učitelem.
Emil Palm úzce spolupracoval a přátelil se s profesorem Andreasem Nowoczekem, ředitelem střední zemědělské školy v Kadani, z jehož iniciativy vznikly při budově školy již roku 1878 pokusné zahrady a později po příchodu Emila Palma také chemická laboratoř pro rozbor hnojiv, krmiv, půdy, vody a zemědělsko-průmyslových surovin. Úspěchů této laboratoře si povšiml například americký zemědělský specialista Alfred Charles True (1853–1929), který je zmiňuje ve své knize Agricultural experiment station in Foreign Countries. Emil Palm se účastnil také odborných konferencí a seminářů, například v květnu 1913 v hesenském lázeňském městě Weilburg. Až do svého penzionování v roce 1915 byl aktivním členem Spolku rakouských chemiků a přispíval do spolkového časopisu Österreichische Chemiker-Zeitung. Zprávy o projektech a experimentech Emila Palma tehdy nalézaly ohlas ve vědeckých kruzích v Evropě i Americe.
Manželé Palmovi měli jedinou dceru Karoline, která se narodila v roce 1903 v Kadani. Ta se roku 1940 po smrti obou rodičů přestěhovala do rakouského Klagenfurtu. O jejím dalším osudu dosud nebyly objeveny žádné další poznatky.